# Хул, Эндрю
Эндрю Джеймс Хул (англ. Andrew James Hoole; 22 октября 1993, Ньюкасл, Новый Южный Уэльс, Австралия) — австралийский футболист, вингер.

## Клубная карьера
Хул — воспитанник клуба «Ньюкасл Юнайтед Джетс» из своего родного города. 12 января 2013 года в матче против «Брисбен Роар» он дебютировал в Эй-лиге. 17 января 2013 года Хул подписал с «Ньюкасл Джетс» свой первый профессиональный контракт сроком на один сезон. 17 апреля 2015 года в поединке против «Сиднея» Эндрю забил свой первый гол за «Джетс».
30 апреля 2015 года Хул перешёл в «Сидней», подписав двухлетний контракт. 24 октября в матче против «Уэстерн Сидней Уондерерс» он дебютировал за новый клуб. 20 июня 2016 года «Сидней» расторг контракт с Хулом.
21 июня 2016 года Эндрю вернулся в «Ньюкасл Юнайтед Джетс», подписав контракт на сезон 2016/17.
31 мая 2017 года Хул присоединился к «Сентрал Кост Маринерс», подписав двухлетний контракт. 14 октября в матче против «Уэстерн Сидней Уондерерс» он дебютировал за новую команду. 10 ноября в поединке против своего бывшего клуба «Сидней» Эндрю забил свой первый гол за «Сентрал Коста Маринерс».

## Международная карьера
В 2013 году в составе молодёжной сборной Австралии Хул принял участие в молодёжном чемпионате мира в Турции. На турнире он сыграл в матчах против команд Сальвадора, Турции и Колумбии.